# Live at the N.E.C.
Live at the N.E.C. es el segundo álbum en vivo de la banda británica de rock Status Quo, publicado en 1984 a través de Vertigo Records, aunque dos años antes se había incluido como uno de los tres LP del recopilatorio From the Maker of.... Su grabación se llevó a cabo el 14 de mayo de 1982 en el recinto National Exhibition Centre (NEC) de Birmingham, como parte del evento benéfico de la fundación The Prince's Trust, creada por el príncipe Carlos.
A los pocos días de su lanzamiento alcanzó el lugar 83 en el Reino Unido. Además y en 1982, se lanzó como sencillo la versión en vivo de «Caroline», que logró el puesto 13 en los UK Singles Chart.

## Lista de canciones
| N.º | Título                       | Escritor(es)                              | Duración |  |
| 1.  | «Caroline»                   | Rossi, Young                              | 5:30     |  |
| 2.  | «Roll Over Lay Down»         | Rossi, Young, Parfitt, Lancaster, Coghlan | 4:17     |  |
| 3.  | «Backwater»                  | Parfitt, Lancaster                        | 5:59     |  |
| 4.  | «Little Lady»                | Parfitt                                   | 4:35     |  |
| 5.  | «Don't Drive My Car»         | Parfitt, Bown                             | 3:20     |  |
| 6.  | «Whatever You Want»          | Parfitt, Bown                             | 4:21     |  |
| 7.  | «Hold You Back»              | Rossi, Young, Parfitt                     | 4:31     |  |
| 8.  | «Rockin' All Over the World» | John Fogerty                              | 4:40     |  |
| 9.  | «Over the Edge»              | Lancaster, Lamb                           | 4:03     |  |
| 10. | «Don't Waste My Time»        | Rossi, Young                              | 4:16     |  |

## Músicos
- Francis Rossi: voz y guitarra líder
- Rick Parfitt: voz y guitarra rítmica
- Alan Lancaster: voz y bajo
- Pete Kircher: batería
- Andy Bown: teclados